# Virginie Korte-van Hemel

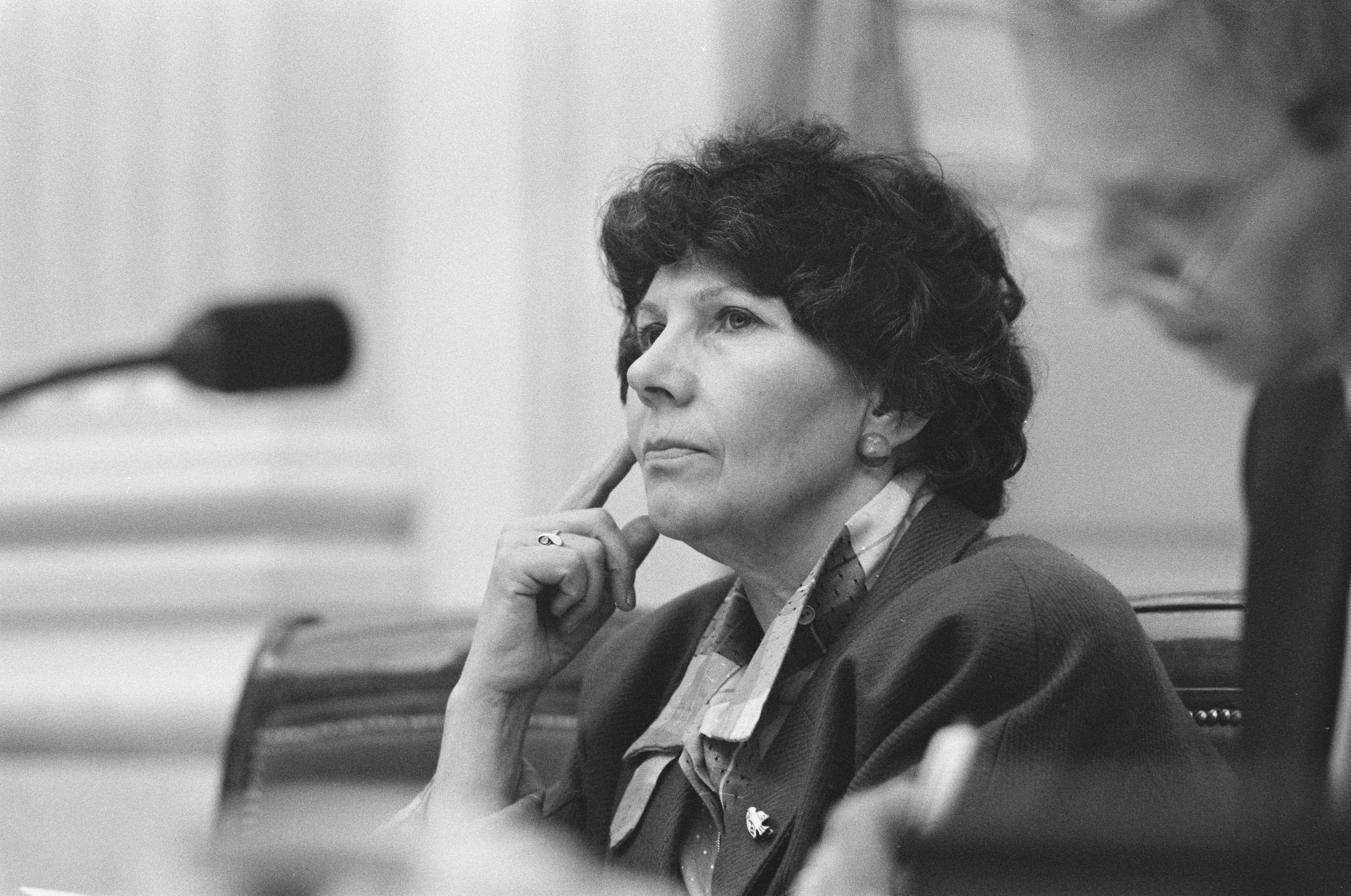
Virginie Korte-van Hemel (1987)

Virginie Norbertina Maria Korte-van Hemel (* 8. Mai 1929 in Bergen op Zoom, Provinz Nordbrabant; † 3. April 2014 in Bussum, Provinz Nordholland) war eine niederländische Rechtsanwältin und Politikerin der Katholieke Volkspartij (KVP) sowie ab dem 11. Oktober 1980 des Christen-Democratisch Appèl (CDA), die Mitglied der beiden Kammern der Generalstaaten sowie langjährige Staatssekretärin im Justizministerium war.

## Leben

### Rechtsanwältin und Kommunalpolitikerin
Virginie van Hemel, Tochter eines Musiklehrers und Komponisten sowie einer Lehrerin, besuchte zunächst eine römisch-katholische Grundschule in Bergen op Zoom und anschließend bis Juli 1947 das römisch-katholische Sint Gertrudis Lyceum in Roosendaal, ehe sie im Juli 1949 das römisch-katholische Mädchengymnasium Lyceum voor Meisjes in Amersfoort abschloss. Danach war sie zwischen 1948 und 1949 als Assistentin eines Augenarztes tätig. Im September 1950 begann sie ein Studium der Rechtswissenschaften an der Rijksuniversiteit Utrecht, das sie am 10. März 1955 abschloss.
Nach Abschluss des Studiums und der Eheschließung mit dem Rechtsanwalt Harmannes Wolbertus Korte war sie von 1955 bis September 1977 als Rechtsanwältin in Bussum tätig.
Mitte der 1960er begann Virginie Korte-van Hemel ihr politisches Engagement in der Kommunalpolitik als sie im September 1966 für die Katholieke Volkspartij (KVP) zum Mitglied des Gemeinderates von Bussum gewählt wurde und diesem bis September 1978 angehörte. Während dieser Zeit war sie von September 1970 bis September 1974 Beigeordnete (Wethouder) von Bussum.

### Abgeordnete und Staatssekretärin
Am 15. September 1977 wurde Virginie Korte-van Hemel für die KVP erstmals Mitglied der Zweiten Kammer der Generalstaaten und gehörte dieser zunächst bis zum 10. Juni 1981 an sowie erneut zwischen dem 9. September 1981 und dem 16. September 1982.
Durch Ministerpräsident Ruud Lubbers wurde sie am 8. November 1982 zur Staatssekretärin im Justizministerium in dessen erstes Kabinett berufen und war dort verantwortlich für Einwanderungspolitik, Jugendstrafrecht und Strafvollzug. Diese Funktion hatte sie auch im zweiten Kabinett Lubbers bis zum 6. November 1989 inne. Zwischenzeitlich war sie vom 3. Juni bis zum 14. Juli 1986 Mitglied der Ersten Kammer der Generalstaaten.
Als Staatssekretärin war sie engste Mitarbeiterin des damaligen Justizministers Frits Korthals Altes von der Volkspartij voor Vrijheid en Democratie (VVD). Ihre Amtszeit war geprägt von einem Anstieg der Zahl der Asylbewerber, insbesondere aus Sri Lanka, Irak sowie zuletzt aus Jugoslawien. Dies führte zu ersten Änderungen im Asylrecht sowie zur Einführung eines bewachten Auffanglagers für Asylsuchende am Flughafen Schiphol. Zu den weiteren von ihr eingeführten Maßnahmen gehörte auch eine Änderung des Einwanderungsrechts mit einer damit verbundenen Einführung von Einbürgerungsvoraussetzungen im Staatsangehörigkeitsrecht (Rijkswet op het Nederlanderschap).
Daneben legte sie Gesetzentwürfe zu Themen wie Auslandsadoptionen, Sicherungsverwahrung, Senkung des Volljährigkeitsalters sowie Einführung des Zivildienstes.
Für ihre langjährigen Verdienste wurde sie am 20. November 1989 zur Kommandeurin des Ordens von Oranien-Nassau ernannt.
Vom 11. Juni 1991 bis zum 1. November 1992 war Virginie Korte-van Hemel erneut Mitglied der Ersten Kammer der Generalstaaten und war von Januar bis November 1992 Sekretärin der dortigen Fraktion des CDA.
Danach gehörte sie zwischen dem 1. November 1992 bis zum 1. Juni 1999 als Mitglied dem außerordentlichen Dienst des Staatsrates (Raad van State) an.